# 劳拉·萨罗西
劳拉·萨罗西（匈牙利語：Laura Sárosi，1992年11月11日—），匈牙利女子羽毛球运动员。

## 簡歷
2015年，劳拉·萨罗西先後在智利國際賽、巴西國際賽、波多黎各國際系列賽和博茨瓦納國際賽等四項國際賽事贏得女單冠軍，又在吉拉爾迪拉羽毛球賽、土耳其國際賽和南非國際賽拿得三項亞軍；年內，她的世界排名亦升至新高第67位（2015年12月17日）。
2016年4月，劳拉·萨罗西出戰法國舉行的歐洲羽毛球錦標賽，她在女單第二圈對戰4號種子、德國的卡琳·施纳泽。在比賽期間，施纳泽因運動鞋破爛而未能繼續作賽，但她卻未有帶備後備運動鞋，按照球例她將要棄權退賽；萨罗西在知悉情況後，主動將自己的後備運動鞋借予施纳泽，比賽因而繼續進行。最終，萨罗西以1比2不敵施纳泽出局，未能為自己增添更多的奧運積分。賽後，德國羽毛球總會決定提名萨罗西參選「公平競技獎」，並動用一切力量讓她透過外卡取得里約奧運會的參賽資格。

## 主要比賽成績
只列出曾進入準決賽的國際賽事成績：
| 年份   | 賽事                     | 公開賽級別 | 項目     | 拍檔              | 成績   |
| ------ | ------------------------ | ---------- | -------- | ----------------- | ------ |
| 2013年 | 愛沙尼亞羽毛球國際賽     | 國際系列賽 | 混合雙打 | 亨里克·托特       | 準決賽 |
| 2013年 | 希臘羽毛球國際賽         | 國際系列賽 | 混合雙打 | 亨里克·托特       | 準決賽 |
| 2013年 | 愛爾蘭羽毛球未來系列賽   | 未來系列賽 | 女子單打 | －                | 亞軍   |
| 2014年 | 羅馬尼亞羽毛球國際賽     | 國際系列賽 | 女子單打 | －                | 亞軍   |
| 2014年 | 斯洛伐克羽毛球公開賽     | 未來系列賽 | 女子單打 | －                | 準決賽 |
| 2014年 | 以色列夏瑣羽毛球國際賽   | 國際系列賽 | 女子單打 | －                | 準決賽 |
| 2015年 | 吉拉爾迪拉羽毛球賽       | 國際系列賽 | 女子單打 | －                | 亞軍   |
| 2015年 | 智利羽毛球國際賽         | 國際系列賽 | 女子單打 | －                | 冠軍   |
| 2015年 | 聖多明哥羽毛球公開賽     | 國際系列賽 | 女子單打 | －                | 準決賽 |
| 2015年 | 土耳其羽毛球國際賽       | 國際系列賽 | 女子單打 | －                | 亞軍   |
| 2015年 | 巴西羽毛球國際賽         | 國際系列賽 | 女子單打 | －                | 冠軍   |
| 2015年 | 波多黎各羽毛球國際系列賽 | 國際系列賽 | 女子單打 | －                | 冠軍   |
| 2015年 | 蘇利南羽毛球國際賽       | 國際系列賽 | 女子單打 | －                | 準決賽 |
| 2015年 | 南非羽毛球國際賽         | 國際系列賽 | 女子單打 | －                | 亞軍   |
| 2015年 | 博茨瓦納羽毛球國際賽     | 國際系列賽 | 女子單打 | －                | 冠軍   |
| 2017年 | 吉拉爾迪拉羽毛球賽       | 國際系列賽 | 女子單打 | －                | 冠軍   |
| 2017年 | 吉拉爾迪拉羽毛球賽       | 國際系列賽 | 女子雙打 | 玛丽安娜·乌加尔德 | 冠軍   |
| 2017年 | 吉拉爾迪拉羽毛球賽       | 國際系列賽 | 混合雙打 | 阿图罗·埃尔南德斯 | 準決賽 |
| 2017年 | 斯洛伐克羽毛球公開賽     | 未來系列賽 | 女子單打 | －                | 冠軍   |
| 2018年 | 希臘羽毛球公開賽         | 國際系列賽 | 女子單打 | －                | 亞軍   |
| 2019年 | 克羅地亞羽毛球國際賽     | 未來系列賽 | 女子單打 | －                | 冠軍   |
| 2019年 | 巴西羽毛球國際挑戰賽     | 國際挑戰賽 | 女子單打 | －                | 準決賽 |
| 2019年 | 白俄羅斯羽毛球國際賽     | 國際系列賽 | 女子單打 | －                | 準決賽 |
| 2019年 | 挪威羽毛球國際賽         | 國際系列賽 | 女子單打 | －                | 準決賽 |
| 2021年 | 秘魯羽毛球國際賽         | 國際系列賽 | 女子單打 | －                | 冠軍   |
| 2021年 | 葡萄牙羽毛球國際賽       | 國際系列賽 | 女子單打 | －                | 冠軍   |

| 2007-2017年 | 首要超級賽 | 超級賽 | 黃金大獎賽 | 大獎賽 | 國際挑戰賽 | 國際系列賽 | 未來系列賽 | 其他 |

| 2018-2026年 | 總決賽 | 超級1000賽 | 超級750賽 | 超級500賽 | 超級300賽 | 超級100賽 | 國際挑戰賽 | 國際系列賽 | 未來系列賽 | 其他 |

### 奧運會和世錦賽參賽紀錄
|          | 2016       | 2020       |
| -------- | ---------- | ---------- |
| 女子單打 | 小組第三名 | 小組第三名 |

## 外部連結
- 劳拉·萨罗西的Instagram帳戶